# Saint-Didier-de-Formans
Saint-Didier-de-Formans ist eine französische französische Gemeinde mit 2.176 Einwohnern (Stand 1. Januar 2022) im Département Ain in der Region Auvergne-Rhône-Alpes. Sie gehört zum Kanton Trévoux im Arrondissement Bourg-en-Bresse und ist Mitglied im Gemeindeverband Dombes Saône Vallée.

## Geographie

### Lage
Saint-Didier-de-Formans liegt auf 203 m, etwa 44 Kilometer südwestlich der Präfektur Bourg-en-Bresse, 22 Kilometer nordnordwestlich der Stadt Lyon und 39 Kilometer südlich der Stadt Mâcon (Luftlinie). Das Dorf erstreckt sich zwischen dem Tal der Saône im Westen und der Landschaft und historischen Provinz Dombes im Osten.

### Topographie
Die Fläche des 6,53 km² großen Gemeindegebiets umfasst einen Abschnitt am Übergang zwischen dem Saône-Tal und der Hochebene der Dombes mit einem Gelände, das von sanft abfallenden Ausläufern der Hochebene geprägt ist. Von Nordosten nach Südwesten durchquert der namensgebende Bach Formans die Gemeinde und entwässert den Gemeindeboden zur Saône hin. Besonders im Osten hat er sich mit einem trogförmigen, etwa 500 Meter breiten und 50 Meter tiefen Tal in das Gelände eingeschnitten. Im Westen reicht die Gemeindegrenze bis auf rund 500 Meter an das Ufer der Saône heran. Der Gemeindeboden wird intensiv landwirtschaftlich genutzt (Felder 30,5 %, Wiesen 7 %, sonstige landwirtschaftliche Flächen 45 %). Der Rest entfällt auf die Siedlungsfläche (etwa 19 %).

### Nachbargemeinden
Nachbargemeinden von Saint-Didier-de-Formans sind Jassans-Riottier und Frans (Berührungspunkt) im Nordwesten, Sainte-Euphémie im Nordosten, Reyrieux und Trévoux im Süden sowie Saint-Bernard im Westen.

### Gemeindegliederung
Saint-Didier-de-Formans ist eine Streusiedlung, deren Bebauung heute vorwiegend aus Einfamilienhäusern und Gehöften besteht. Die Hauptsiedlungsgebiete ziehen sich auf beiden Seiten des Formans entlang, mit einem gewissen Abstand zum eigentlichen Gewässer. Hier finden sich die ältesten Dorfteile mit der Kirche, Gemeindeverwaltung und Schule im südlichen Teil und Friedhof im nördlichen Teil. Weitere Bebauungen und Ortsteile stehen entlang der Straßen und Wege zu den Nachbargemeinden sowie entlang der Gemeindegrenze mit Trévoux. Hier bilden sie ein durchgängiges Siedlungsgebiet mit demjenigen von Trévoux.

## Geschichte
Die Ufer der Saône waren bereits zur Römerzeit besiedelt. Im Westteil von Saint-Didier wurden die Überreste einer gallorömischen Villa, Baumaterial und gepflasterte Wege ausgegraben.
Im Hochmittelalter erschien der Ort erstmals um das Jahr 1000 in den Urkunden, und zwar als villa quae dicitur Vendonensa (992) mit einer dem Heiligen Desiderius von Vienne geweihten Pfarrkirche (ecclesiam de villa in honore Sancti Desiderii consecratam, 1020). Der Name wandelte sich in den darauffolgenden Jahrhunderten allmählich zur heutigen Bezeichnung: Sanctus Desiderius de Vendonissa (1066), Sanctus Desiderius juxta Riorterium (1243), Sanctus Desiderius in Donbis (1264) und schließlich Sanctus Desiderius de Formans (1325).
Im 11. Jahrhundert gab es im Bereich der heutigen Gemeinde zwei Herrschaftssitze, die beide den Herren von Villars gehörten. Der eine stand auf den Hügeln nördlich des Formans im heutigen Ortsteil Le Château zusammen mit der schon zu dieser Zeit verzeichneten Pfarrkirche. Der andere Teil im Südosten gehörte zum befestigten Château de Tanay, das bereits um das Jahr 1000 eine strategische Bedeutung für die Herren von Villars hatte, die es als Lehen an das Haus Tanay vergaben. Mit dem Aussterben der männlichen Nachkommen der Villars 1187 gelangte Saint-Didier an das Haus Thoire-Villars, das den nördlichen Teil 1243 unter die Oberhoheit des Erzbischofs von Lyon stellte. Jener gliederte ihn an seine übrigen Besitztümer am linken Saône-Ufer an, aus denen später das Franc-Lyonnais entstand, eine mit außergewöhnlichen Steuerprivilegien und Immunität gegenüber dem französischen König ausgestattete Provinz.
Die zunächst einflussreiche kleine Herrschaft in Tanay verlor in den folgenden Jahrhunderten etwas an Bedeutung zugunsten des direkt an der Saône gelegenen Marktfleckens Trévoux, neue Residenz der Herren von Thoire-Villars. Dieser Teil von Saint-Didier war damit Bestandteil des Fürstentums Dombes, und der Grenzverlauf entlang des Formans hatte bis zur Französischen Revolution Bestand. Im 18. Jahrhundert wurden sogar Grenzsteine aufgestellt.
Bis in die zweite Hälfte des 19. Jahrhunderts war die Siedlung in Le Château neben der 1822 zerstörten Burg das Zentrum des Gemeindelebens. Im Jahr 1861 entschied der Gemeinderat jedoch, die baufällige Kirche dort abzureißen und auf der Seite von Tanay eine neue Kirche zu erbauen. Dies geschah auch 1866–1868, gefolgt von dem Bau einer Dorfschule 1898 neben der neuen Kirche.
Während des Zweiten Weltkriegs führte die Gestapo am 16. Juni 1944 in Saint-Didier-de-Formans eine Erschießung von Mitgliedern der Résistance durch. Von den etwa 30 aus dem Gefängnis Montluc hertransportierten Gefangenen überlebten zwei. Prominentestes Opfer war der Historiker Marc Bloch, vor dem Krieg Professor an der Sorbonne. Zwei Jahre später weihte die Gemeinde an dem Ort der Erschießung nahe der Mühle von Roussille ein Mahnmal ein. Heute ist außerdem die Gemeindebibliothek in Saint-Didier nach Marc Bloch benannt.

### Bevölkerungsentwicklung
| Jahr                       | 1962 | 1968 | 1975 | 1982 | 1990 | 1999 | 2010 | 2021 |
| -------------------------- | ---- | ---- | ---- | ---- | ---- | ---- | ---- | ---- |
| Einwohner                  | 627  | 648  | 665  | 992  | 1288 | 1544 | 1792 | 2141 |
| Quellen: Cassini und INSEE |      |      |      |      |      |      |      |      |

Mit 2176 Einwohnern (Stand 1. Januar 2022) gehört Saint-Didier-de-Formans zu den kleineren Gemeinden des Départements Ain. Im 19. und 20. Jahrhundert hielt sich die Einwohnerzahl konstant zwischen 500 und 700 (1901 wurden beispielsweise 515 Einwohner gezählt). In den 1980er Jahren setzte eine sprunghafte Bevölkerungszunahme ein, die sich im 21. Jahrhundert etwas behutsamer fortsetzt. Die Ortsbewohner von Saint-Didier-de-Formans heißen auf Französisch Désidérien(ne)s.

## Wirtschaft und Infrastruktur
Saint-Didier-de-Formans ist bis heute ein vorwiegend durch die Landwirtschaft geprägtes Dorf. Es sind etwa 20 Betriebe aktiv vorwiegend in den Bereichen Tierproduktion und Feldwirtschaft. Daneben gibt es heute verschiedene Betriebe des lokalen Kleingewerbes. Mittlerweile hat sich das Dorf auch zu einer Wohngemeinde entwickelt. Viele Erwerbstätige sind Wegpendler, die sowohl in den größeren Ortschaften im Ain wie auch im Großraum Lyon ihrer Arbeit nachgehen.
Die Ortschaft liegt abseits der größeren Durchgangsstraßen und ist über Departementsstraßen mit den umliegenden Nachbargemeinden verbunden. Der nächste Autobahnanschluss an die A6 befindet sich in rund 8 km Entfernung in Villefranche, dessen Bahnhof an der Bahnstrecke Paris–Marseille der für Saint-Didier-de-Formans am nächsten gelegene ist. Als Flughafen in der Region kommt Lyon-St-Exupéry (Entfernung 43 km) in Frage.

### Bildung
In Saint-Didier-de-Formans befindet sich eine staatliche école primaire (Grundschule mit eingegliederter Vorschule).

## Sehenswürdigkeiten
- Kirche Saint-Didier
- Kapelle Saint-Didier (Ruine, Monument historique)
- Schloss Tanay, Monument historique

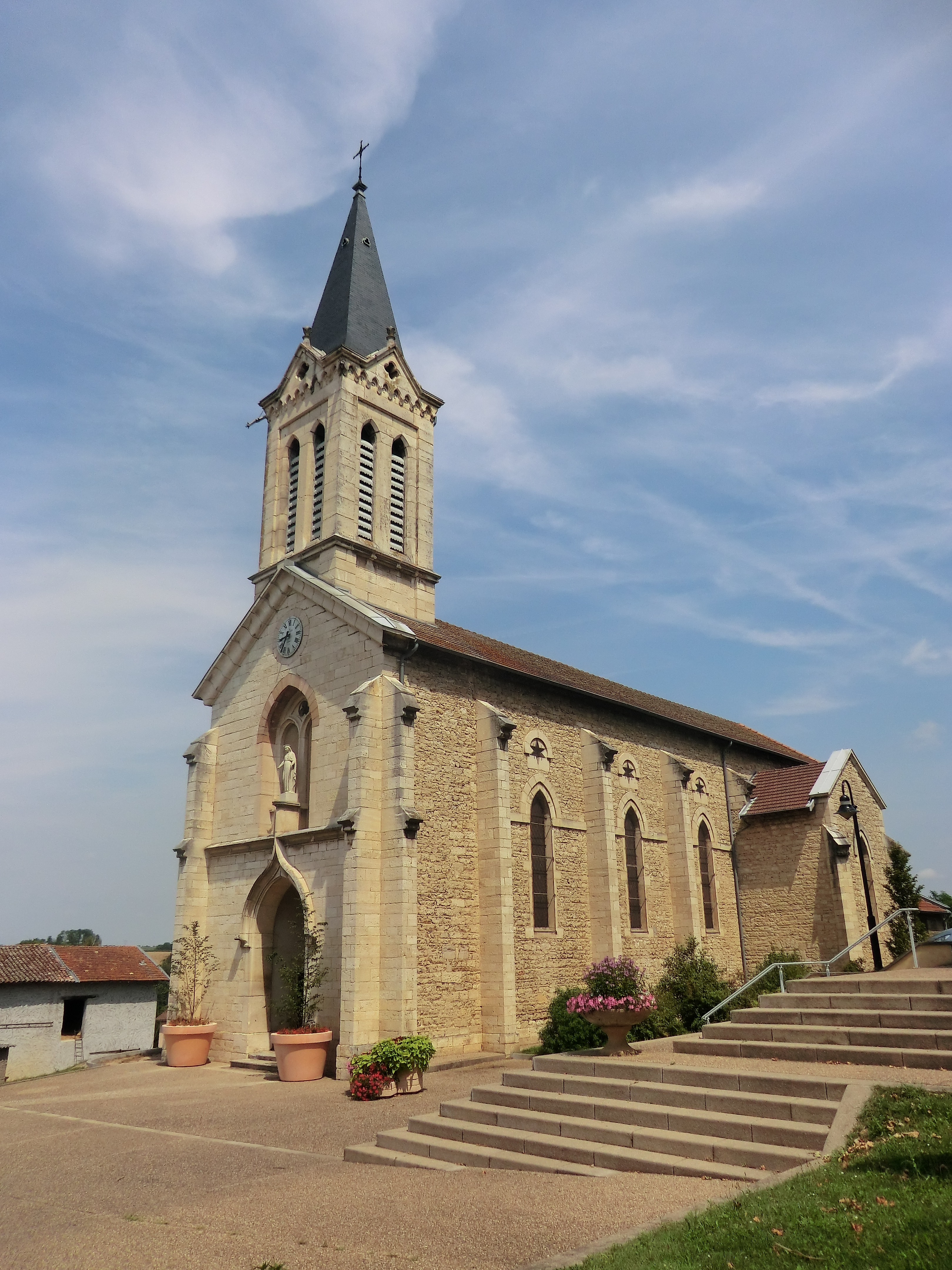
Kirche Saint-Didier
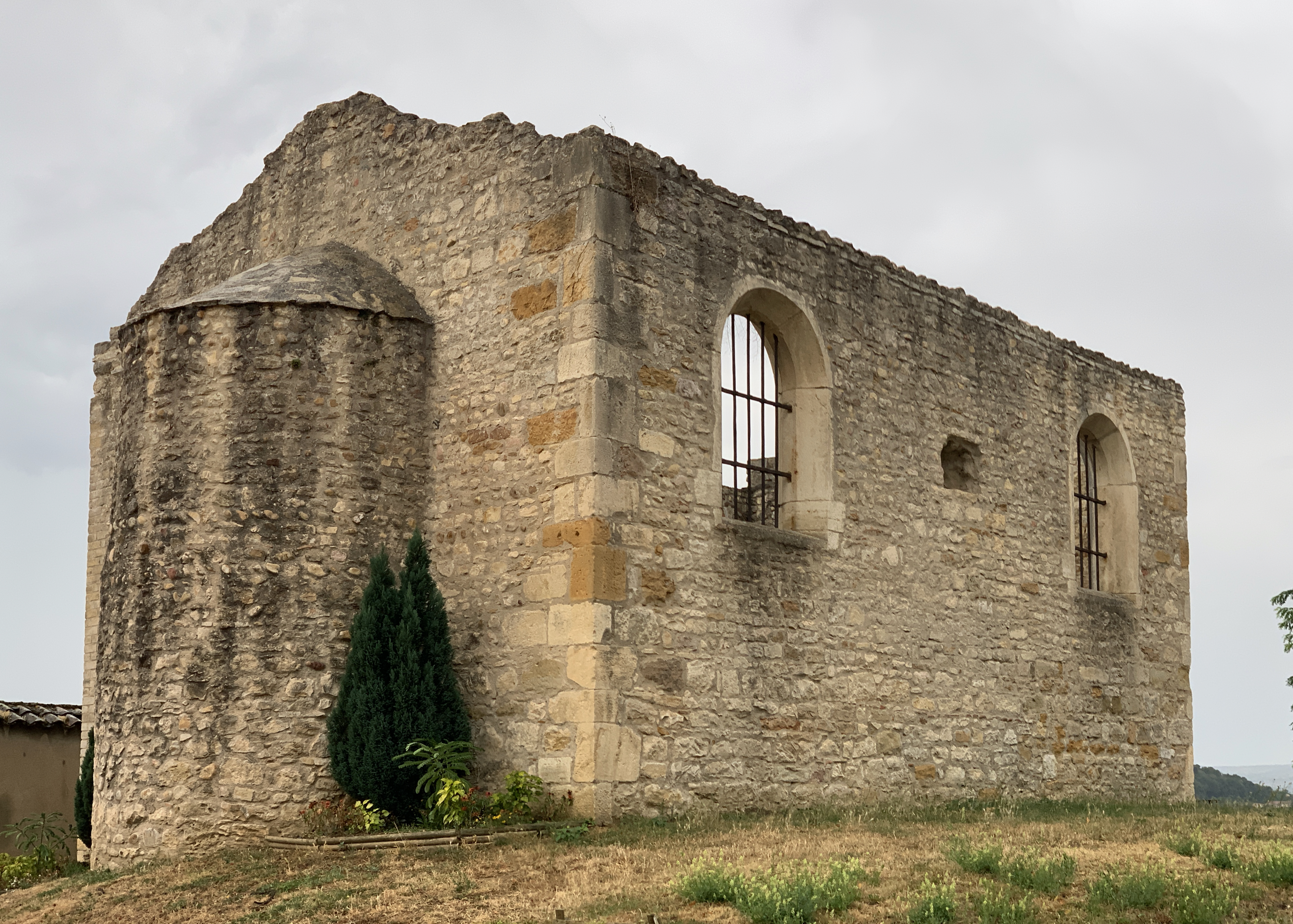
Ruine der alten Kapelle Saint-Didier
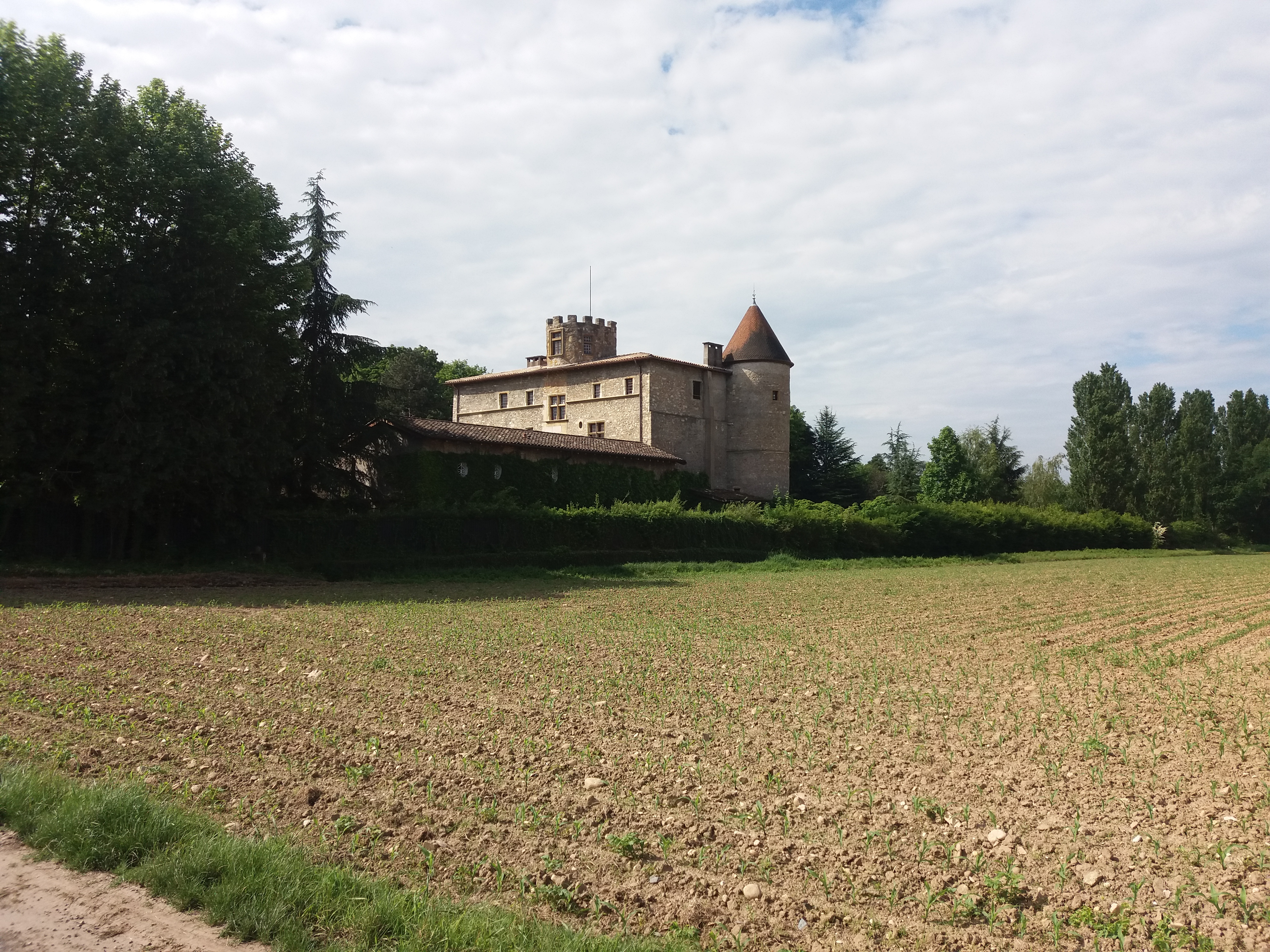
Schloss Tanay
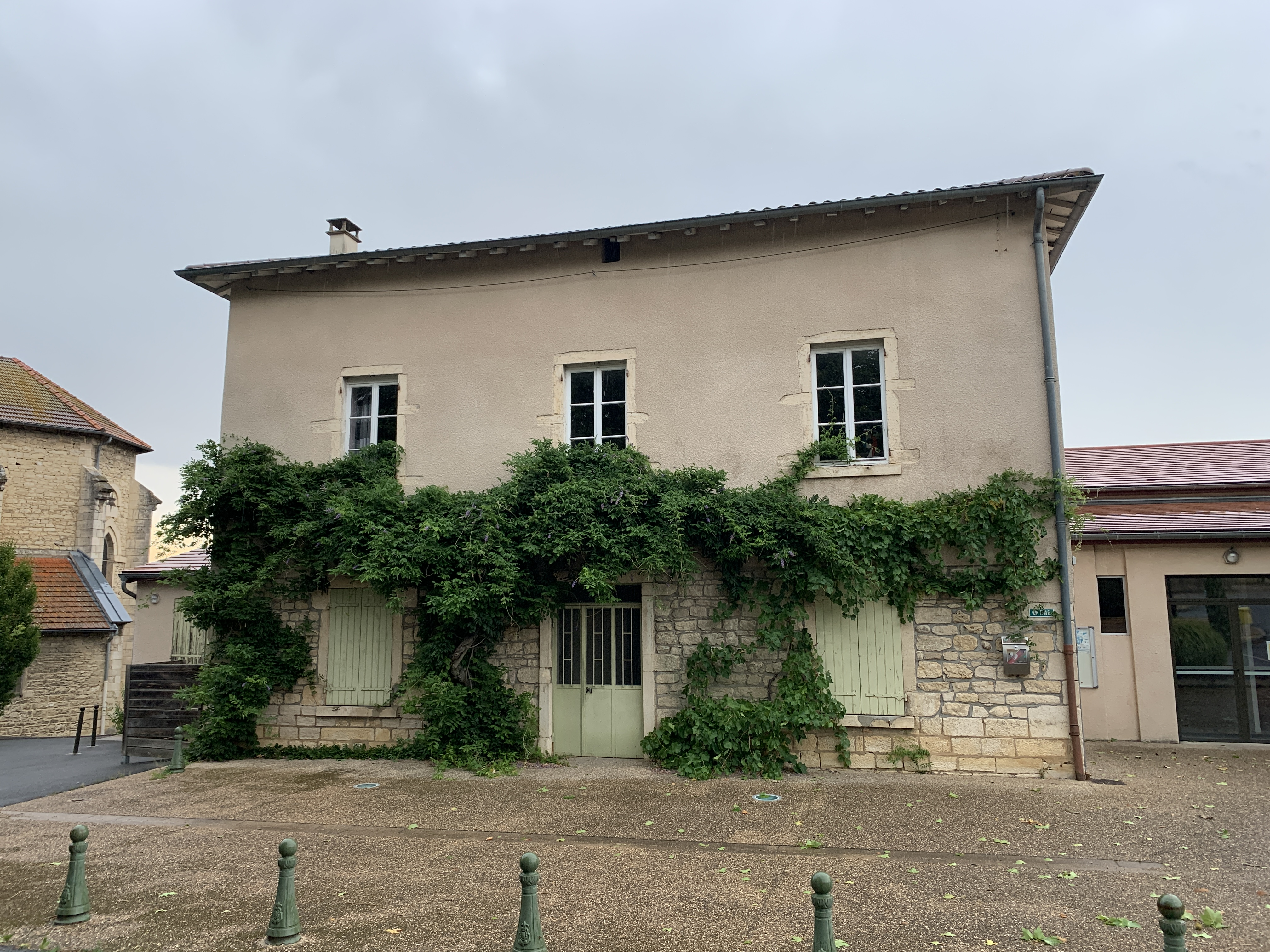
Gemeindefestsaal
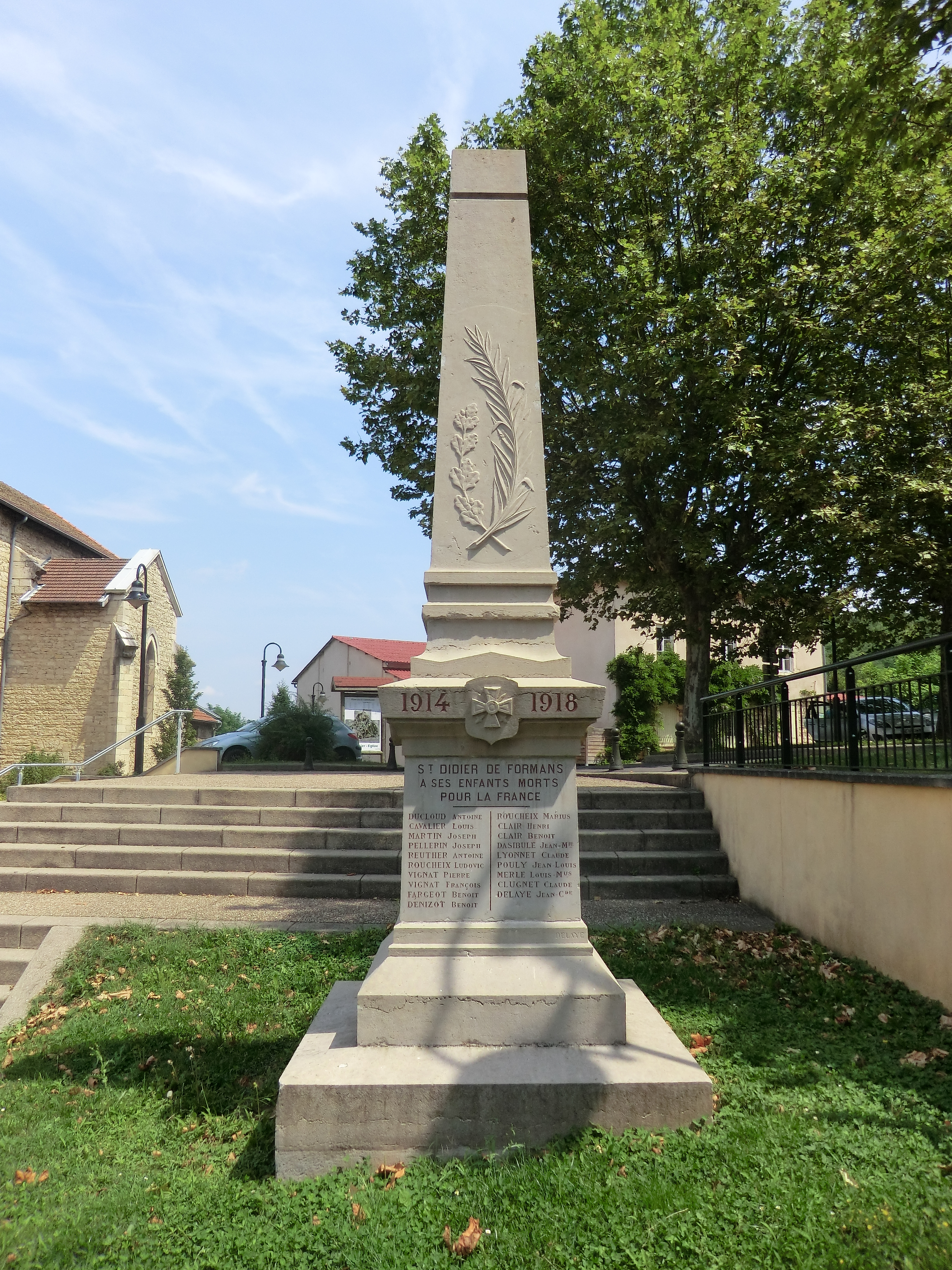
Gefallenendenkmal

## Persönlichkeiten
Marc Bloch (1886–1944), Professor für Wirtschaftsgeschichte an der Sorbonne, gestorben in der Nähe von Saint-Didier.